# Weather Girls
Weather Girls (en japonés: ウェザーガールズ Uezā Gāruzu?, en chino, 天氣女孩; pinyin, Tiānqì Nǚhái) es un grupo de ídolos japoneses de Taiwán. Originalmente, el grupo se formó en 2010 y actuó como pronosticadores del tiempo en la televisión y el Internet para Taiwán y Estados Unidos. Después de llamar mucho la atención en Japón, siete de sus miembros, uno para cada día de la semana, han sido seleccionados para debut en Japón como un grupo musical a finales de 2012. Ellos son el primer grupo femenino taiwanés a venir a Japón.
Los miembros actuales son Hijon para el lunes, Esse para el martes, Ria para el miércoles, Mia para el jueves, Mini para el viernes, Yumi para el sábado y NueNue para el domingo.
En Japón, el grupo está sujeto a Pony Canyon y está representado por Ritz Productions. Jeff Miyahara es el productor del grupo. Hasta ahora, el grupo ha lanzado, entre otras cosas, cinco sencillos y un álbum.
En octubre de 2016, Mia announcío que dejaría Weather Girls.WGSx7 fue lanzado como el último evento del grupo, y Weather Girls continuara con una nueva miembro. 紅雪 de nacionalidad coreana fue revelada el 11 de mayo de 2017. En noviembre de 2017, Shiquan Entertainment canceló el contracto de Weather Girls por razones comerciales y separó el grupo.

## Miembros
| # | Nombre artístico     | Nombre artístico    | Nombre artístico | Nombre de nacimiento | Nombre de nacimiento | Fecha de nacimiento | Responsable de | Responsable de | Responsable de | Posición |
| # | Romanización oficial | Japonés (romaji)    | Chino (pinyin)   | Pinyin               | Chino                | Fecha de nacimiento | Día            | Elemento       | Color          | Posición |
| - | -------------------- | ------------------- | ---------------- | -------------------- | -------------------- | ------------------- | -------------- | -------------- | -------------- | -------- |
| 1 | Hijon                | ハイジャン Haijan   | 嗨獎 Hāijiǎng    | Zhèng Yítíng         | 鄭宜婷               | 27 de septiembre    | Lunes          | Relámpago      | Verde          |          |
| 2 | Esse                 | エース Ēsu          | 愛絲 Àisī        | Liú Huìyīng          | 劉慧英               | 18 de agosto        | Martes         | Lluvia         | Naranja        |          |
| 3 | Ria                  | リア Ria            | 芮雅 Ruìyǎ       | Lín Wénjié           | 林彣潔               | 8 de octubre        | Miércoles      | Nube           | Rojo           |          |
| 4 | Mia                  | ミア Mia            | 蜜亞 Mìyà        | Zhuāng Xīnyí         | 莊心怡               | 12 de junio         | Jueves         | Sol            | Azul           |          |
| 5 | Mini                 | ミニ Mini           | 米尼 Mǐní        | Lín Yíhuì            | 林怡慧               | 30 de junio         | Viernes        | Nieve          | Rosa           |          |
| 6 | Yumi                 | ユミ Yumi           | 由美 Yóuměi      | Lín Cǎiwēi           | 林采薇               | 5 de marzo          | Sábado         | Niebla         | Púrpura        | Líder    |
| 7 | NueNue               | ニューニュー Nyūnyū | 妞妞 Niūniū      | Zhào Jìngyí          | 趙靜儀               | 4 de octubre        | Domingo        | Viento         | Amarillo       |          |